# Macchiagodena
Macchiagodena é uma comuna italiana da região do Molise, província de Isérnia, com cerca de 1.961 habitantes. Estende-se por uma área de 34 km², tendo uma densidade populacional de 58 hab/km². Faz fronteira com Bojano (CB), Cantalupo nel Sannio, Carpinone, Frosolone, San Massimo (CB), Sant'Elena Sannita, Santa Maria del Molise.

## Demografia
| Variação demográfica do município entre 1861 e 2011                               |
|                                                                                   |
| Fonte: Istituto Nazionale di Statistica (ISTAT) - Elaboração gráfica da Wikipedia |